# Seán Patrick O’Malley

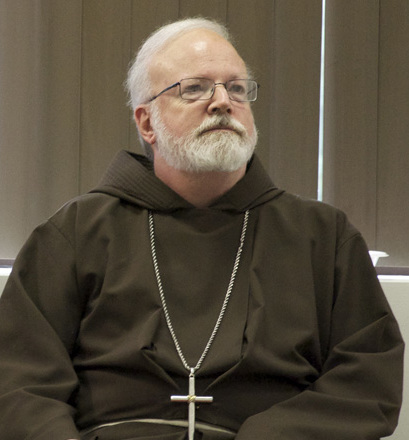
Erzbischof Seán Patrick Kardinal O’Malley OFMCap (2010)

Seán Patrick Kardinal O’Malley OFMCap (* 29. Juni 1944 in Lakewood, Ohio, als Patrick O’Malley) ist römisch-katholischer Ordenspriester und emeritierter Erzbischof von Boston.

## Leben
Nach dem Schulabschluss trat O’Malley in den Orden der Kapuziner ein und studierte im St. Fidelis Seminary in Herman. Mit 21 Jahren legte er am 14. Juli 1965 die Profess ab und erhielt den Ordensnamen Seán. O’Malley studierte am Kapuzinerseminar in Washington Philosophie und Theologie und empfing am 29. August 1970 durch John Bernard McDowell die Priesterweihe. Nach einem Masterabschluss in Religionspädagogik absolvierte er ein Doktoratsstudium in spanischer und portugiesischer Literaturwissenschaft. P. O’Malley lehrte von 1969 bis 1973 als Professor an der Katholischen Universität von Amerika in Washington, D.C. Er gründete dort das Centro Católico Hispano, das sich für die Bildung, medizinische Versorgung und juristische Unterstützung von Immigranten einsetzt, und war von 1973 bis 1978 dessen Direktor. Zudem war er von 1978 bis 1984 Diözesanvikar für die portugiesischen, haitianischen und spanischen Bistumsmitglieder.

## Bischofsamt

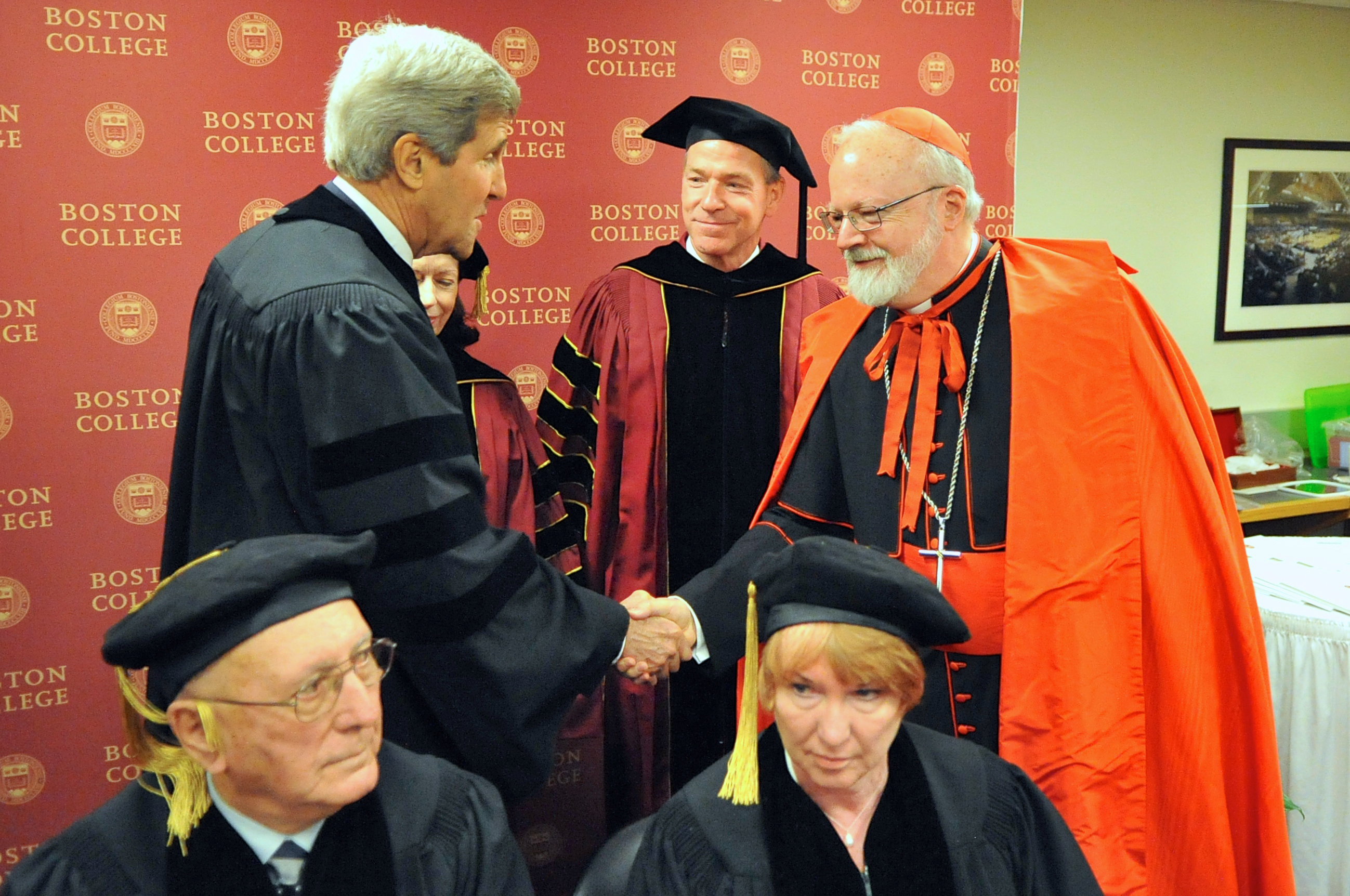
Kardinal O’Malley mit US-Außenminister John Kerry (2.v.l.; 2014)

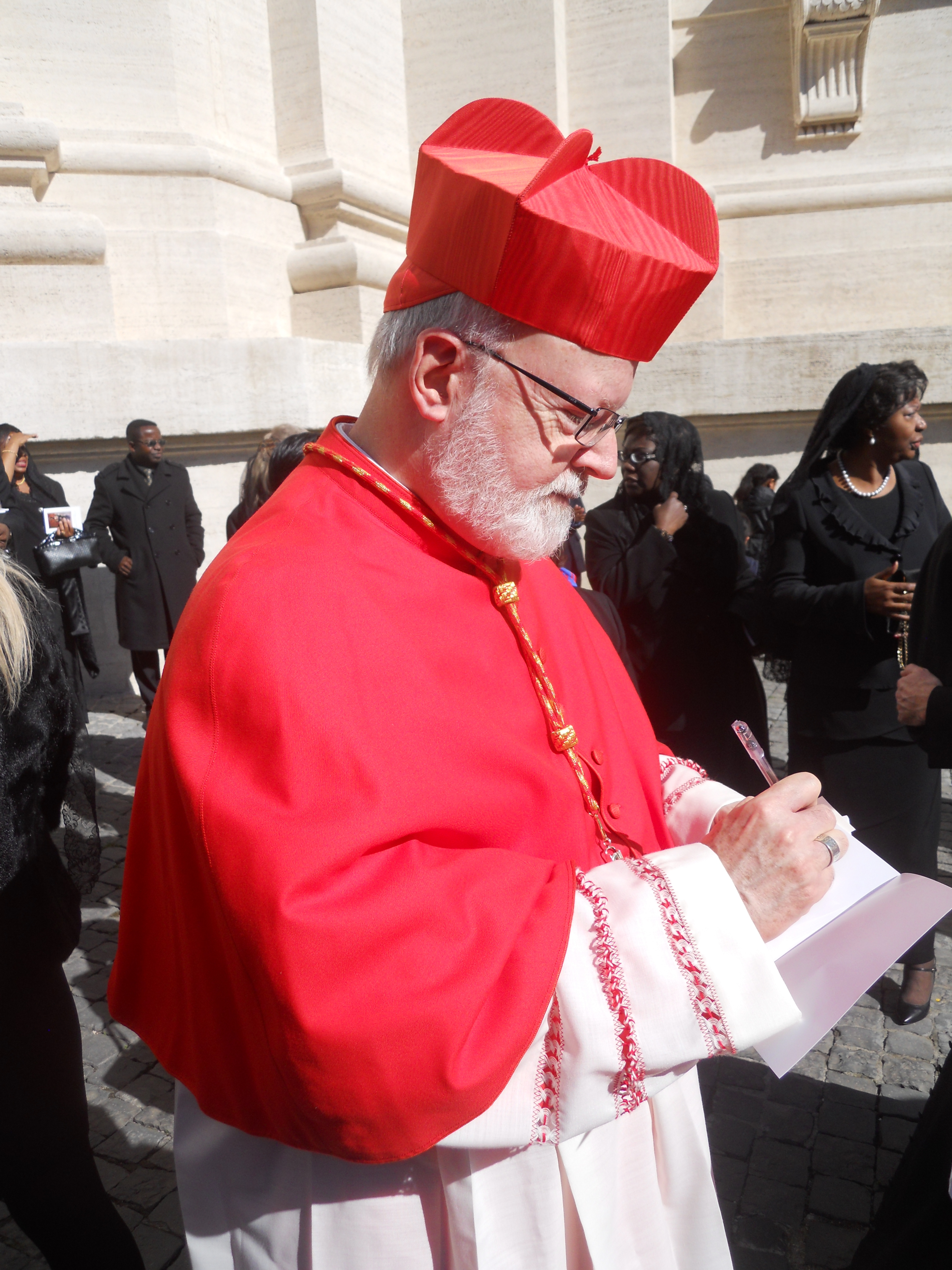
Seán Patrick Kardinal O’Malley in Chorkleidung in Rom (März 2010)

Am 30. Mai 1984 wurde O’Malley von Papst Johannes Paul II. zum Koadjutor des Bischofs von Saint Thomas auf den Amerikanischen Jungferninseln ernannt. Die Bischofsweihe spendete ihm am 2. August 1984 sein Amtsvorgänger Bischof Edward John Harper CSsR; Mitkonsekratoren waren James Aloysius Hickey, Erzbischof von Washington, und Eugene Antonio Marino SSJ, Weihbischof in Washington. Nach einer Amtszeit von etwa einem Jahr als Koadjutor wurde O’Malley nach dem Amtsverzicht Bischof Edward John Harpers CSsR Bischof von St. Thomas. Am  16. Juni 1992 wurde er zum Bischof von Fall River ernannt; am 3. September 2002 zum Bischof nach Palm Beach in Florida versetzt.
Als Kardinal Bernard Francis Law in der Folge der Missbrauchsvorfälle im Erzbistum Boston auf sein Amt verzichtete, wurde Bischof O’Malley von Papst Johannes Paul II. am 1. Juli 2003 zum Erzbischof von Boston bestimmt.
O’Malley engagiert sich insbesondere für den Schutz des ungeborenen Lebens (d. h. gegen Schwangerschaftsabbruch) und gegen den sexuellen Missbrauch. Während seiner Einführungsfeier in Boston bat O’Malley „erneut um Vergebung für alles Leid, das jungen Menschen durch Kleriker, Ordensleute und Mitarbeiter der kirchlichen Hierarchie angetan wurde. Die ganze katholische Gemeinschaft schämt sich und leidet wegen des Schmerzes und des Schadens, der so vielen jungen Menschen zugefügt wurde.“ Weiter sagte er: „Diese Opfer bitten wir um Vergebung.“ Um die Forderungen von mehr als 75 Millionen Euro aufbringen und die Opfer entschädigen zu können, verkaufte O’Malley unter anderem das erzbischöfliche Palais des Bistums Boston.
Einer Ausgabe des Corriere della Sera zufolge galt O’Malley beim Konklave 2013 als einer der als papabile bezeichneten Kardinäle, d. h. als möglicher Kandidat für die Wahl zum Papst.

## Wappen und Ehrungen

Kardinalswappen

Der Wahlspruch Bischof O’Malley stammt aus dem Johannesevangelium: „Was er euch sagt, das tut“ (Joh 2,5 ). Sein Wappen ist dreigeteilt: Die linke Hälfte (heraldisch rechts) zeigt das Wappen des Erzbistums Boston. Der rechte Teil (heraldisch links) zeigt unten das Wappen der Familie O’Malley und oben das Wappen des Franziskanerordens, welches ein Kreuz und die Stigmata an den Händen des hl. Franziskus zeigt. Im Hintergrund des Wappens sind das Malteserkreuz und das Cruz de Cristo erkennbar.
O’Malley ist seit 1991 Mitglied des Malteserordens und 1974 erhielt er das Komturkreuz des Ordens des Infanten Dom Henrique, weshalb er deren Symbole im Wappen tragen darf. Im Juni 2016 wurde ihm das Großkreuz des Ordens des Infanten Dom Henrique verliehen.
Papst Benedikt XVI. nahm ihn im Konsistorium vom 24. März 2006 als Kardinalpriester mit der Titelkirche Santa Maria della Vittoria in das Kardinalskollegium auf.
Am 5. August 2024 nahm Papst Franziskus das altersbedingte Rücktrittsgesuch von Seán Patrick O’Malley an.
Seán Patrick O’Malley ist Großprior der Statthalterei Northeastern (Vereinigte Staaten) des Ritterordens vom Heiligen Grab zu Jerusalem.

## Römische Kurie
Papst Franziskus hat Kardinal O’Malley im April 2013 als Mitglied des Kardinalsrats berufen. Diese Gruppe, die aus neun Kardinälen besteht, soll den Papst bei der Leitung der Weltkirche beraten. Im Hinblick auf eine Reform der Kurie soll der Kardinalsrat Änderungen der Apostolischen Konstitution Pastor Bonus vorbereiten, welche die Organisation der Kurie regelt. Die Kardinäle treffen sich dazu in regelmäßigen Abständen. Am 7. März 2023 bestätigte ihn der Papst als Mitglied des Rates.
O’Malley war bis 2024 Präsident der 2014 errichteten Kinderschutzkommission des Vatikans, deren Gründung vom Kardinalsrat angeregt wurde.
Daneben war Seán Patrick Kardinal O’Malley Mitglied der folgenden Kongregationen und Räte der römischen Kurie:
- Kongregation für die Glaubenslehre (2017–2024)[13]
- Kongregation für den Klerus (bestätigt 2014)[14]
- Kongregation für die Institute geweihten Lebens und für die Gesellschaften apostolischen Lebens
- Päpstlicher Rat für die Familie (ab 2009)[15]

## Positionen (Auswahl)
Im März 2021 lehnte O’Malley die Segnung gleichgeschlechtlicher Paare ab.